# Bataille de Kassa
Grande guerre turque
Batailles
- Vienne
- Párkány
- Vác
- Buda (1)
- Érsekújvár
- Eperjes (en)
- Kassa
- Buda (2)
- Pécs
- Mohács
- Crimée (1)
- Belgrade (1)
- Batočina (en)
- Crimée (2)
- Niš
- Zărnești
- Kačanik
- Mytilène (en)
- Belgrade (2)
- Slankamen
- Belgrade (3)
- Îles Inousses
- Chios
- Zeytinburnu
- Azov
- Lugos
- Andros (1)
- Ulaş
- Cenei (en)
- Andros (2) (en)
- Zenta
- Podhajce
- Samothrace

La bataille de Kassa est un affrontement ayant eu lieu dans la ville de Kassa (aujourd'hui Košice en Slovaquie) le 18 octobre 1685. Elle oppose les armées de l'Empire ottoman à celles du Saint-Empire romain germanique.
Le commandant autrichien, Aeneas Sylvius de Caprara, défait l'armée ottomane et rend aux Habsbourg le contrôle des territoires pris en 1682 par le chef Kuruc Imre Thököly.

## Source
- (en) Cet article est partiellement ou en totalité issu de l’article de Wikipédia en anglais intitulé « Battle of Kassa » (voir la liste des auteurs).